# Maksimilijan Mihelčić
Maksimilijan Mihelčić (Lubiana, 29 luglio 1905 – Zagabria, 29 marzo 1958) è stato un calciatore jugoslavo, di ruolo portiere.

## Palmarès

### Club
- Campionato jugoslavo: 2

Građanski Zagabria: 1926, 1928